# Klifrak
De Klifrak is een kanaal aan de westzijde van de Friese stad Workum.
Het kanaal loopt van de Lange Vliet in noordelijke richting naar De Horsa/ Workumertrekvaart. Het Klifrak kruist de Spoorlijn Leeuwarden - Stavoren. 